# 芬尼斯山
芬尼斯山是坐落於南澳大利亞的一坐山，與鹹美頓相隔只有數公里 。這座山曾經是一個小鎮，並且從1864年至1893年曾經有過一間學校。
這個山丘的名字有個小故事，因為"finniss"是由"finnis"的拼錯而來的。"Finniss"這個名字來源於最早的一次土地買賣 ，這個名字如果是由波義耳·崔佛斯·芬尼斯去命名的，那麼這個名字應該是正確的（儘管他原本的名字是"Finnis"）。儘管這個地方還有很多其他的名字，但都會普遍性地遭到無視，特別是二十世紀20年代的官方正式命名"卡普達·赫勒尔德 "（Kapunda Herald）也未曾被人理會。

## 外部連結
- example.com （页面存档备份，存于）